# 蘭科內斯區
蘭科內斯區（西班牙語：Distrito de Lancones），是秘魯的一個區，位於該國西北部皮烏拉大區的蘇亞納省，始建於1917年12月3日，面積2,189.35平方公里，海拔高度120米，2005年人口13,302，人口密度每平方公里6.1人。
4°38′27″S 80°32′55″W / 4.6408°S 80.5487°W